# Aname whitei
Espèce
Aname whitei est une espèce d'araignées mygalomorphes de la famille des Anamidae.

## Distribution
Cette espèce est endémique d'Australie-Occidentale. Elle se rencontre dans l'Ouest du Pilbara et dans l'Est du Gascoyne.

## Description
Le mâle holotype mesure 23,80 mm et la femelle paratype 23,50 mm, la carapace du mâle holotype mesure 8,93 mm de long sur 8,27 mm et l'abdomen 9,48 mm de long sur 6,15 mm et la carapace de la femelle paratype mesure 10,20 mm de long sur 8,60 mm et l'abdomen 13,00 mm de long sur 9,20 mm.

## Étymologie
Cette espèce est nommée en l'honneur de Stephen White.

## Publication originale
- Castalanelli, Framenau, Huey, Hillyer & Harvey, 2020 : « New species of the open-holed trapdoor spider genus Aname (Araneae: Mygalomorphae: Anamidae) from arid Western Australia. » Journal of Arachnology, vol. 48, no 2, p. 169-213.